# Dominique Sarmet
Dominique Sarmet, né en février 1746 à Marseille, où il est mort le 17 mars 1818, est un homme politique français, ayant été maire du Nord de Marseille de 1795 à 1805 durant le régime des trois municipalités.

## Biographie
Dominique Sarmet naît à Marseille en février 1746.
Il est une personnalité politique locale à Marseille. La Révolution française et ses développements dans la cité phocéenne conduisent à l'éclatement de la ville en trois mairies, couvrant le nord, le centre et le sud. Le 27 avril 1795, Sarmet est élu maire du Nord.